# Вейверд
Вейверд (нід. Weiwerd, нід. вимова: [ˈʋɛiʋərt]) — колишнє село в нідерландській провінції Гронінген. Входить до складу муніципалітету Емсделта.

## Історія
Перші згадки про населений пункт датуються 10-11 сторіччями.
До 1970-х років являв собою фермерську громаду з власними церквою та школою. У 1970-х в рамках розвитку індустріальної зони розташованого поруч міста Делфзейл було прийняте рішення про її розширення на територію села, в якому на той час мешкало близько 300 осіб. Після реалізації цього рішення близько 90% будівель Вейверда було зруйновано.
Останні два мешканці селища залишили його 2015 року, відтоді воно лишається незаселеним, хоча зберігаються знаки із його назвою на в'їздах.

## Галерея

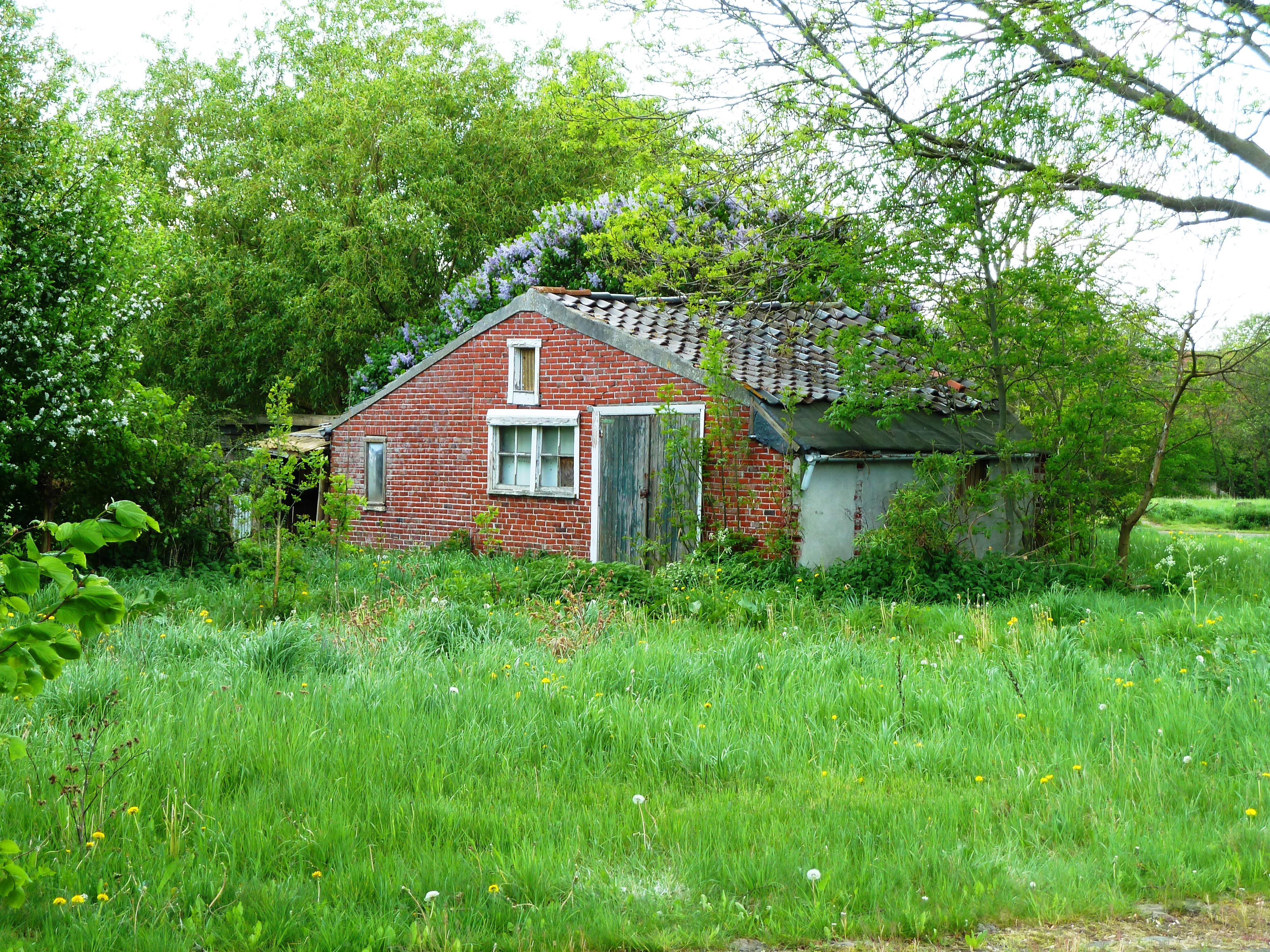
Закинутий будинок
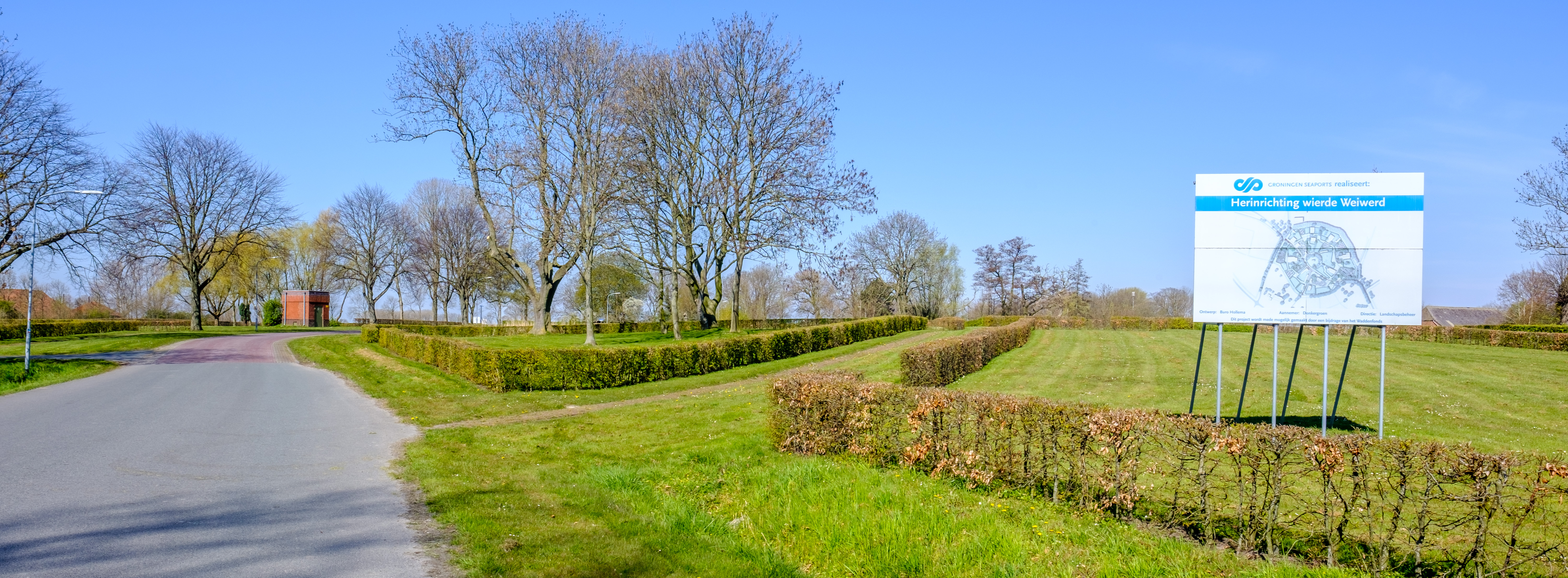
Залишені поля
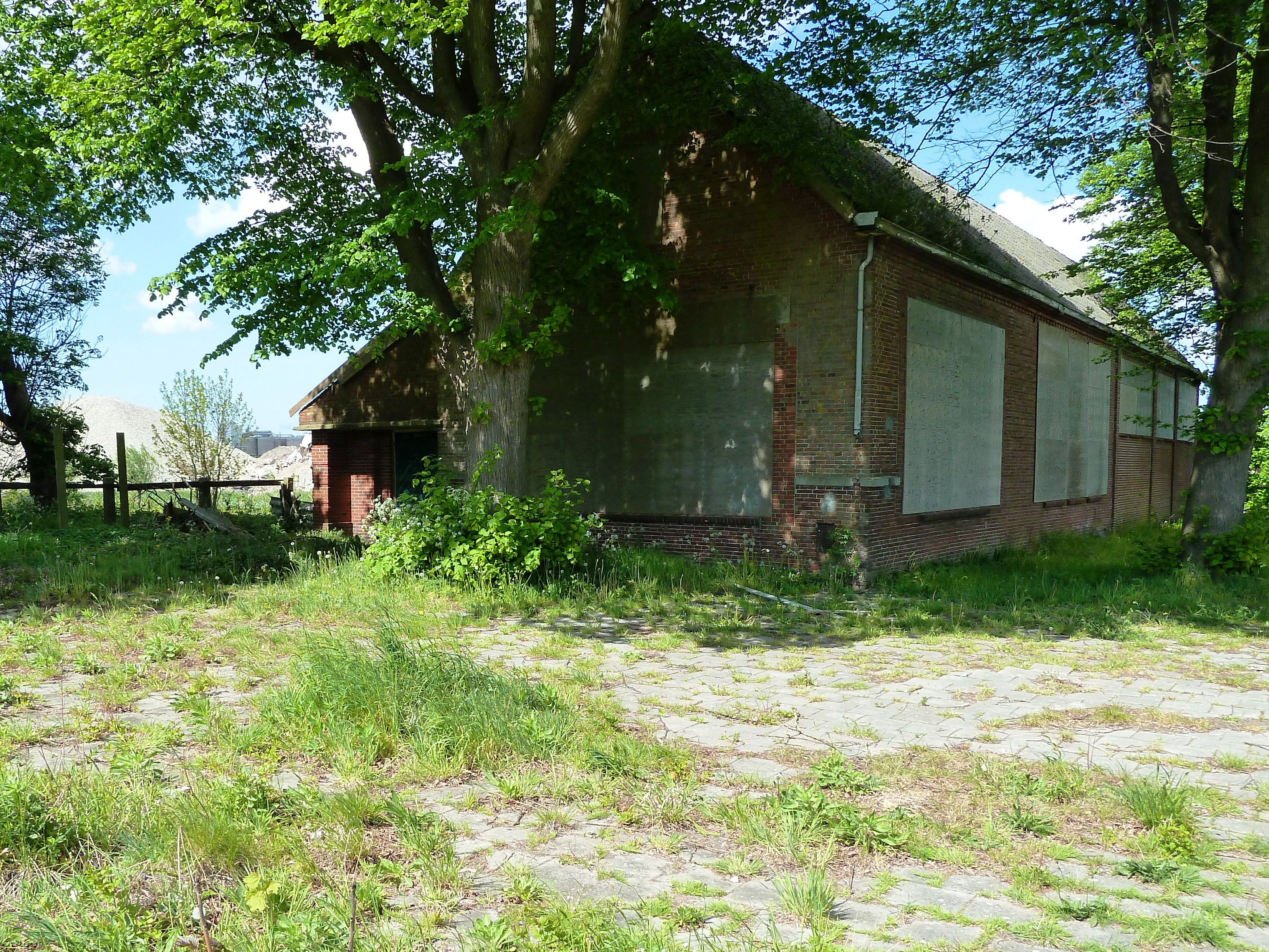
Будівля колишньої школи